# تنزینگ نورگای
تِنزینگ نورگای (به نپالی:  तेन्जिङ नोर्गे शेर्पा) شرپای کوهنورد نپالی بود که در سال ۱۹۵۳ به همراه سر ادموند هیلاری برای اولین بار به قله اورست مرتفع‌ترین نقطه کره زمین در پوشش سفر اکتشافی کوه اورست بریتانیا ۱۹۵۳ صعود کرد. نام اصلی او نامیگال وانگری بود. او به گفته خودش در سال ۱۹۱۴ در دهکده تساچو در منطقه سولوخمبوی کشور نپال متولد شده‌است.
سرانجام وی در ۷۱ سالگی و در ۹ مه سال ۱۹۸۶ در شهر دارجلینگ هند درگذشت.

## نگارخانه

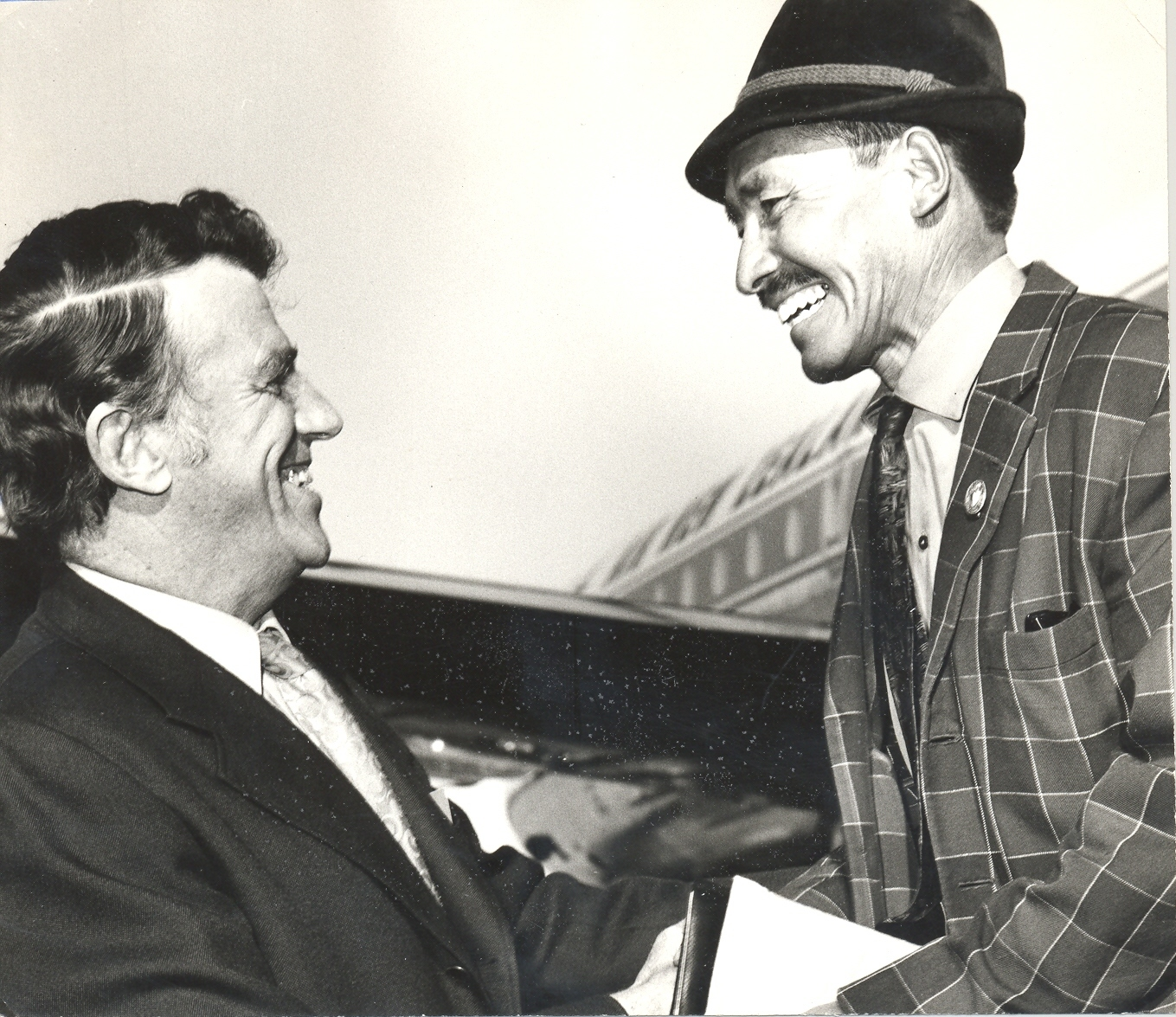
ملاقات ادموند هیلاری و نورگای در حوالی سال ۱۹۷۱
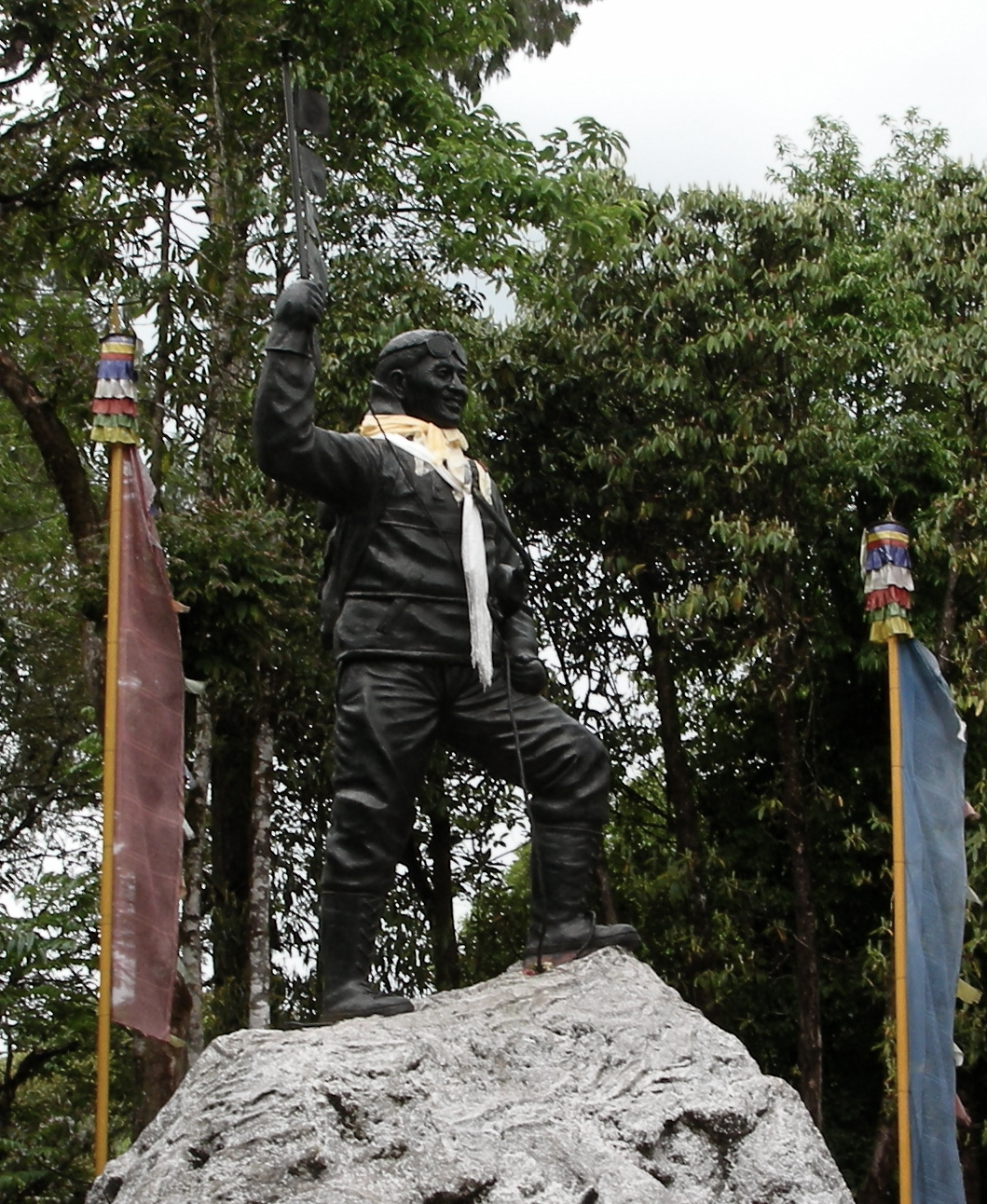
تندیس تِنزینگ نورگای
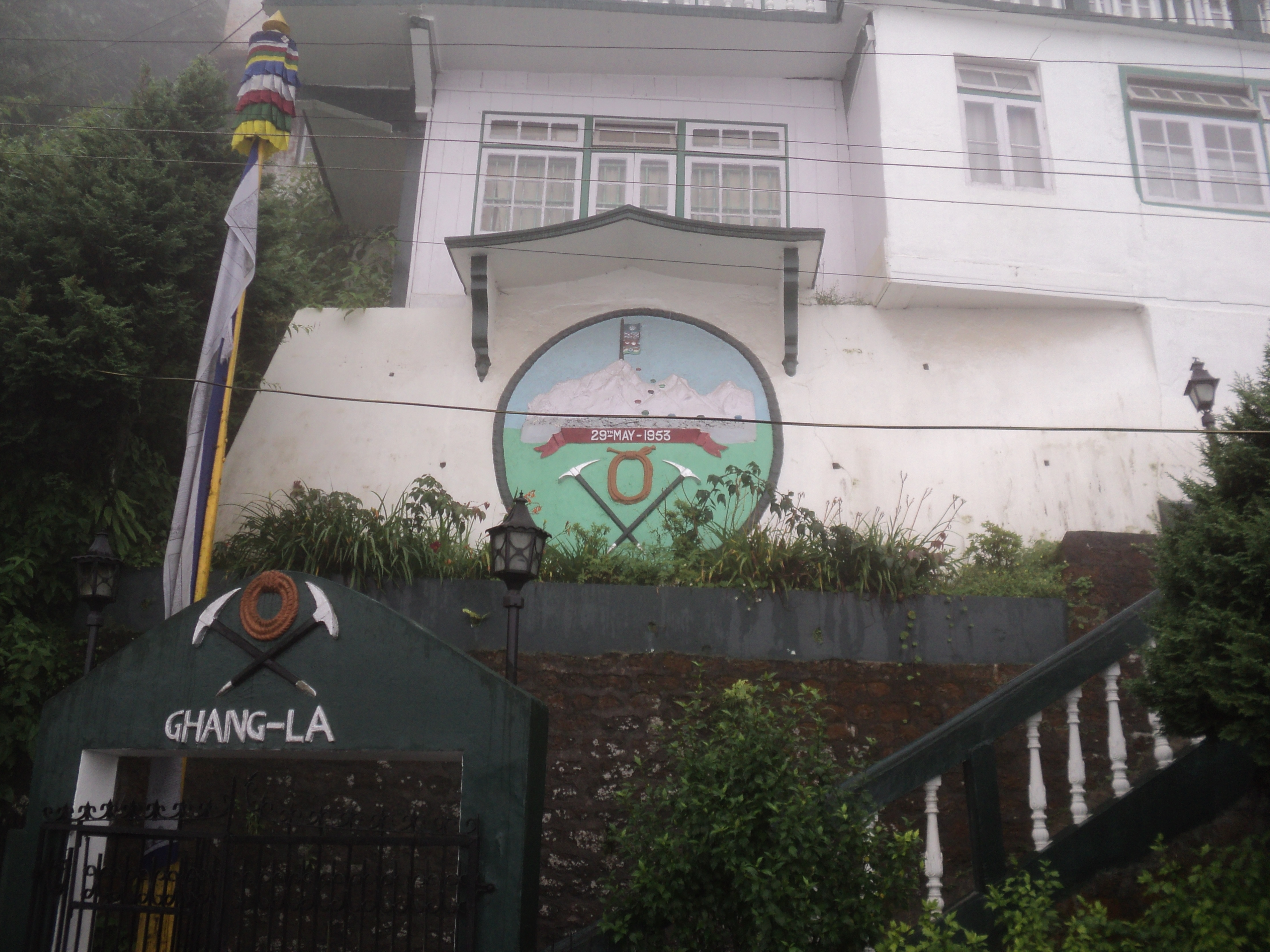
خانه و آخرین محل اقامت نورگای در دارجلینگ
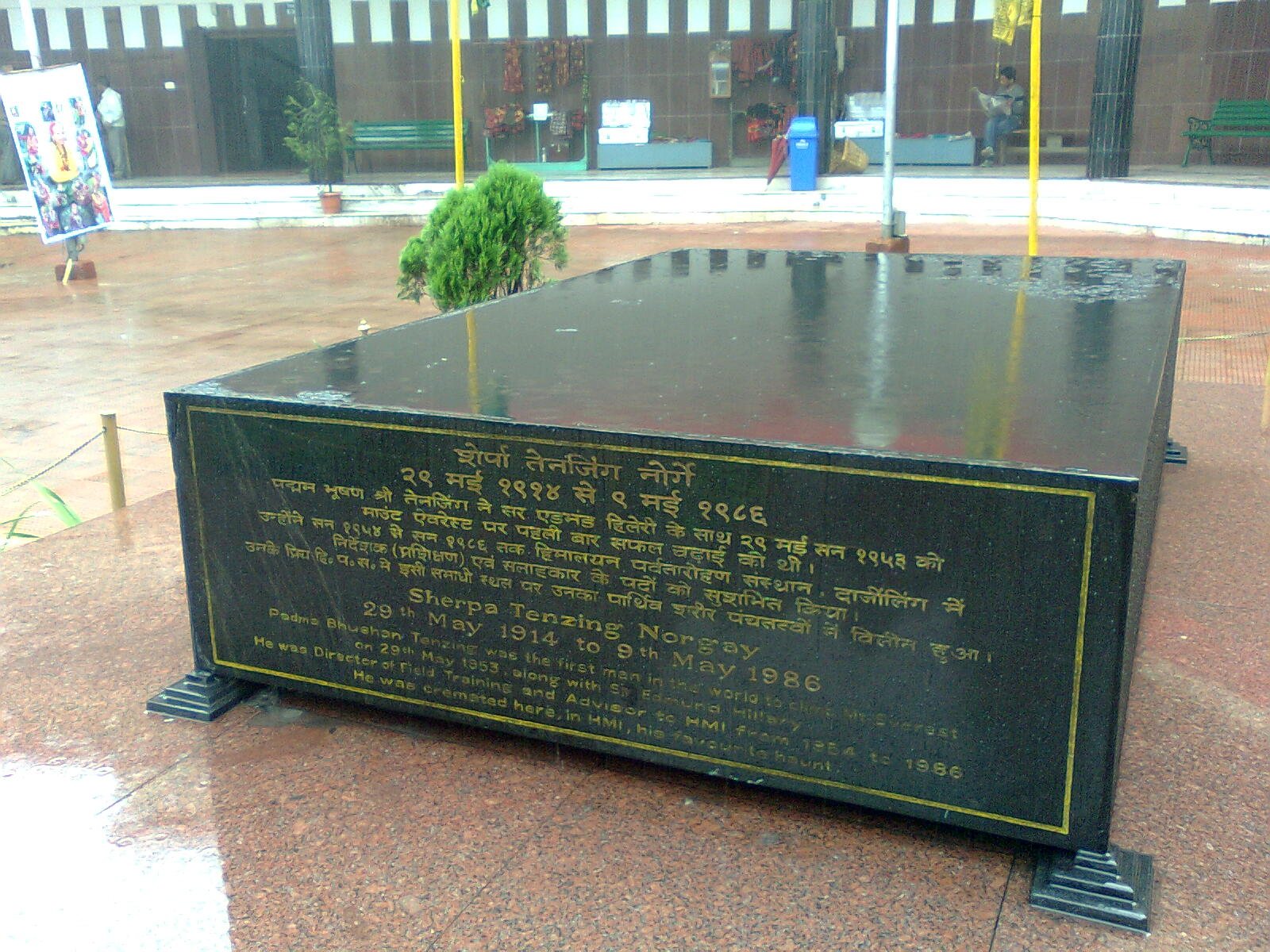
آرامگاه تنزینگ نورگای